# Politica pubblica
Una politica pubblica è un piano di azioni coordinate che permette di guidare le decisioni e le azioni di una pluralità di attori, e di ottenere esiti razionali. Il termine "politica" può essere applicato a governi e amministrazioni pubbliche, ma anche a organizzazioni del settore privato. Ordini esecutivi presidenziali, politiche di trasporto locale, politiche per il personale, sono tutti esempi di politiche pubbliche.

## La politica e le politiche
Nella lingua inglese vi è una differenza tra i termini policy, ovvero politica nel senso di politica pubblica o aziendale, e politics, ovvero politica nel senso di attività di governo della collettività. Nella lingua italiana il termine policy viene tradotto con "politica", esattamente come il termine politics. Questo porta a fraintendimenti.

## Varie definizioni
Thomas Birkland sostiene che non esiste un accordo universale sulla definizione di politica pubblica. Birkland individua, invece, una pluralità di definizioni:
- "Il termine di politica pubblica si riferisce sempre alle azioni del governo e alle intenzioni che determinano queste azioni". -Clarke E. Cochran, et al.
- "La politica pubblica è il risultato del conflitto interno al governo riguardo a "chi ottiene cosa"". -Clarke E. Cochran, et al.
- La politica pubblica è "Tutto ciò che il governo decide di fare o non fare". -Thomas Dye
- "La politica pubblica consiste di decisioni politiche per l'attuazione di programmi, al fine di raggiungere obiettivi della società". -Charles L. Cochran and Eloise F. Malone
- "Semplicemente, una politica pubblica è la somma delle attività del governo, sia dirette che indirette, così come influiscono sulla vita dei cittadini". -B. Guy Peters

## Caratteristiche
Le caratteristiche di una politica pubblica sono state ben descritte dai sociologi Y. Meny e J.-C. Thoenig. .
Essa deve necessariamente avere un contenuto specifico, non quindi essere basata su enunciazioni di massima. I singoli provvedimenti ad essa relativi si basano inoltre su schemi più generali ed in questi trovano la loro naturale integrazione. La politica pubblica deve essere facilmente compresa attraverso specifici orientamenti (indirizzi normativi) degli attori portatori di determinati interessi. Tali indirizzi normativi, tradotti in norme imperative, comportano necessariamente un vincolo di coercizione in quanto esse sono rese vincolanti dal potere governativo.

## Il ciclo delle politiche pubbliche
Secondo Stella Theodoulou, il ciclo di politica pubblica è essenzialmente tutto ciò che accade dal manifestarsi di un problema fino alla conclusione della politica pubblica che lo riguarda.
Un modello ormai standardizzato di ciclo per le politiche pubbliche è il seguente:
- Inserimento nell'agenda (identificazione del problema)
- Formulazione della politica
- Decision-making
- Implementazione della politica
- Analisi e valutazione della politica (continuare o terminare la politica)

## Storia
Secondo Birkland, mentre lo studio della politica ha una storia piuttosto lunga, lo studio sistematico delle politiche pubbliche è una creazione del XX secolo.
Essa è fatta risalire, secondo Daniel Mc. Cool, al 1922, quando lo scienziato politico Charles Merriam cercò di connettere la teoria e le pratiche della politica per comprendere le attuali attività del governo, ovvero le politiche pubbliche. Ed è in un particolare momento storico, come quello che segue la seconda guerra mondiale, che lo studio si intensifica. Infatti, in questo tormentato periodo, segnato da alcuni importanti avvenimenti come la ricostruzione dei paesi coinvolti nel conflitto, la decolonizzazione e la Guerra Fredda, si rende necessaria, a livello globale, l'adozione di una metodologia nell'assumere decisioni strategicamente molto importanti. In ogni settore della vita sociale, dalla tecnologia all'educazione, dall'astronomia alla politica, urgevano delle soluzioni innovative per rimediare ai problemi che la guerra si era portata con sé e a quelli che ne derivavano.

## Formazione
Si stanno diffondendo, in diversi paesi, percorsi universitari relativi all'analisi e alla valutazione delle politiche pubbliche, oltre a dottorati e master specifici.